# Maharajwadi, Aurad
Maharajwadi là một làng thuộc tehsil Aurad, huyện Bidar, bang Karnataka, Ấn Độ.